# Cantone di Tilly-sur-Seulles
Il Cantone di Tilly-sur-Seulles era una divisione amministrativa dell'arrondissement di Caen.
A seguito della riforma approvata con decreto del 17 febbraio 2014, che ha avuto attuazione dopo le elezioni dipartimentali del 2015, è stato soppresso.

## Composizione
Comprendeva i comuni di:
- Audrieu
- Bretteville-l'Orgueilleuse
- Brouay
- Carcagny
- Cheux
- Cristot
- Ducy-Sainte-Marguerite
- Fontenay-le-Pesnel
- Grainville-sur-Odon
- Juvigny-sur-Seulles
- Loucelles
- Le Mesnil-Patry
- Mondrainville
- Mouen
- Putot-en-Bessin
- Rots
- Sainte-Croix-Grand-Tonne
- Saint-Manvieu-Norrey
- Saint-Vaast-sur-Seulles
- Tessel
- Tilly-sur-Seulles
- Vendes